# Bianco Footwear
Bianco Footwear är en skokedja som grundades 1987 i Danmark av René Piper Laursen. Första butiken i Sverige öppnades 1999. Butikerna drivs som franchisingbutiker och idag finns över 145 butiker i Danmark, Sverige, Tyskland, Norge, Finland, Ryssland, Island och Färöarna. Bianco Footwear har lanserat ett designsamarbete med den danske haute couture designern David Andersen.